# レイ・ロマーノ
レイ・ロマーノ（Ray Romano、1957年12月21日 - ）は、アメリカ合衆国ニューヨーク市生まれの俳優・声優・コメディアンである。

## 来歴
俳優、コメディアンとして知られるロマーノは、1957年にニューヨーク市クイーンズ区に生まれる。イタリア系移民を祖先に持ち、母親はピアノ教師で父親はエンジニアだった。地元の小学校、中学校を卒業後、ニューヨーク市立大学クイーンズ校へ進学し会計学を専攻する。その後、ショービジネスの世界へ入り、スタンダップコメディアンとしてキャリアをスタート。才能を徐々に開花させていき、テレビへも進出する。順調にキャリアを積んでいったロマーノは、シットコムにおいて一躍人気を博し、2001年にはE!において“今年のエンターテイナー20人”の一人にまで選ばれた。一つ年上の兄リチャード・ロマーノがニューヨーク市警で巡査部長をしている関係で、兄弟でニューヨーク市警のポスターに載ったこともある。後に主演したシットコム『HEY!レイモンド』が全米でヒットし、ロマーノの代表作品となった。また、長編アニメーションの『アイス・エイジ』3部作においてマンモスのマニー役も演じている。

## 私生活
1987年に共に銀行で働いていた同僚のアンナと結婚。4人の子供をもうけた。

## 出演作品

### 映画
- ムースポート Welcome to Mooseport (2004)
- Eulogy (2004)
- Grilled (2006)
- The Grand (2007)
- The Last Word (2008)
- 素敵な人生の終り方 Funny People (2009)
- ビッグ・シック ぼくたちの大いなる目ざめ The Big Sick (2017)
- パドルトン Paddleton (2019)
- アイリッシュマン The Irishman (2019)
- バッド・エデュケーション Bad Education (2019)

### 声の出演
- アイス・エイジ Ice Age (2002)
- アイス・エイジ2 Ice Age: The Meltdown (2006)
- アイス・エイジ3/ティラノのおとしもの Ice Age: Dawn of the Dinosaurs (2009)
- アイス・エイジ4/パイレーツ大冒険 Ice Age: Continental Drift (2012)

### テレビドラマ
- HEY!レイモンド Everybody Loves Raymond (1996-2005)
- The King of Queens (1998-2005)
- ザ・ナニー The Nanny (1998)
- ベッカー Becker (1999)
- シークレット・アイドル ハンナ・モンタナ Hannah Montana (2008)
- Men of a Certain Age (2009-2010)
- GET SHORTY(2017-2019)

### テレビアニメ
- Dr. カッツ Dr. Katz, Professional Therapist (1995-1997)
- ザ・シンプソンズ The Simpsons (2005)

### テレビ番組
- サタデー・ナイト・ライブ Saturday Night Live (1999-2003)
- 95 Miles to Go (2005)